# مایکل تریزانو
مایکل تریزانو (انگلیسی: Michael Trizano؛ زادهٔ ۳۱ دسامبر ۱۹۹۱) ورزشکار هنرهای رزمی ترکیبی اهل ایالات متحده آمریکا است. وی از سال ۲۰۱۶ میلادی تاکنون مشغول فعالیت بوده‌است.